# Polybia ruficeps
Polybia ruficeps är en getingart som beskrevs av Carlos Schrottky 1902. Polybia ruficeps ingår i släktet Polybia och familjen getingar.

## Underarter
Arten delas in i följande underarter:
- P. r. asticta
- P. r. xanthops